# Trettioåriga Kriget (musikgrupp)
Trettioåriga Kriget är ett svenskt progressivt rockband, bildat i Saltsjöbaden öster om Stockholm 1970. Bandet brukar räknas till proggrörelsen.
Gruppen bildades då medlemmarna fortfarande gick i gymnasiet. Efter att ha repeterat några år hade bandet skapat ett unikt sound som saknade motsvarighet i den svenska musiken. Bandet fick skivkontrakt med CBS och debutalbumet, det självbetitlade Trettioåriga Kriget, släpptes 1974. Debuten följdes av Krigssång (1975), Hej på er! (1978) och Mot alla odds (1979).
1980 bytte bandet namn till bara Kriget och gav under detta namn ut albumet Kriget 1981. Därefter splittrades gruppen. En första återförening skedde 1992 då bandet firade återutgivningen av Krigssång. 1996 återförenades man ytterligare en gång för två konserter på Mosebacke i Stockholm i samband med att liveskivan Glorious War 1970-1971 gavs ut. 2003 återförenades bandet en tredje gång och gav året efter ut skivan Elden av år, med bara nytt material. Denna följdes av I början och slutet (2007) och Efter efter (2011).. Deras uppföljande album Seaside Air gavs ut den 14 mars 2016; det enda som innehåller låtar på engelska (förutom albumet Glorious War 1970-1971 som innehåller låtar som inspelades under den tiden).
Textförfattaren Olle Thörnvall gick bort i december 2024 vid 72 års ålder.

## Medlemmar
- Stefan Fredin - bas (1970–1981, 1992, 1996, 2003-)
- Dag Lundquist - trummor  (1970–1981, 1992, 1996, 2003-)
- Robert Zima - sång, gitarr, klaviaturer (1971–1979, 1992, 2003-)
- Christer Åkerberg - gitarr  (1972–1981, 1992, 1996, 2003-)
- Mats Lindberg - klaviaturer, saxofon  (1977–1981, 1996, 2003-)
- Olle Thörnvall - harmonica (1970–1972), textförfattare (1972–1981, 2003-2024; hans död)
- Johan Gullberg - trummor (1970–1971), omslagsbilder (1973–1981, 2004-)
- Dag “Krok” Kronlund - piano (1970–1972)
- Pocke Öhrström - gitarr (1970–1971)

## Diskografi

### Studioalbum
- Trettioåriga Kriget (1974)
- Krigssång (1975)
- Hej på er (1978)
- Mot alla odds (1979)
- Kriget (1981)
- Glorious War 1970-1971 (2004)
- Elden av år (2004)
- I början och slutet (2007)
- Efter efter (2011)
- Seaside Air (2016)
- Till Horisonten (2021)

### Fotnoter
1. 1 2 3  ”Trettioåriga Kriget”. Progg.se. Arkiverad från originalet den 15 maj 2012. https://web.archive.org/web/20120515045208/http://www.progg.se/band.asp?ID=30. Läst 11 januari 2013.
2. ↑  ”Arkiverade kopian”. Arkiverad från originalet den 17 november 2015. https://web.archive.org/web/20151117032650/http://trettioarigakriget.com/website/book.pdf. Läst 14 november 2015.
3. ↑  ”Trettioåriga Kriget”. Discogs.com. http://www.discogs.com/artist/Trettio%C3%A5riga+Kriget. Läst 11 januari 2013.
4. ↑  ”Arkiverade kopian”. Arkiverad från originalet den 17 november 2015. https://web.archive.org/web/20151117022123/http://www.trettioarigakriget.com/?p=1001. Läst 16 oktober 2015.
5. ↑  ”Instagram”. www.instagram.com. https://www.instagram.com/p/DEOD6CqC06V/. Läst 8 januari 2025.